# Kyle Shepherd

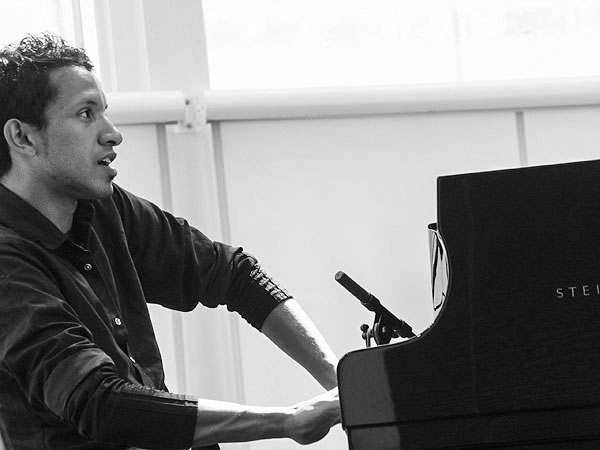
Kyle Shepherd at Aarhus Jazz Festival 2010

Kyle Shepherd (* 8. Juli 1987 in Kapstadt) ist ein südafrikanischer Jazzmusiker (Piano, Saxophon, Xaru, Gesang, Komposition) und Dichter. Musikalisch orientiert sich Shepherd an den Wurzeln des Township-Jazz und des Goema-Beat.

## Leben und Wirken
Shepherd, dessen Mutter als Violinistin an Abdullah Ibrahims Schule M7 arbeitete, erhielt vom fünften Lebensjahr an klassischen Geigenunterricht. Als Teenager entdeckte er das Improvisieren und erlernte das Klavierspiel als Autodidakt. Seit 2009 nahm er mehrere Alben mit seinem Trio bzw. Quartett auf. Auf dem Album Into Darkness agierte er als Solopianist. Er schrieb den Soundtrack für den Spielfilm Noem my Skollie: Call Me Thief (2016).
Shepherd arbeitete mit Musikern wie Zim Ngqawana, Louis Moholo, Robbie Jansen, Errol Dyers, Hilton Schilder, Mark Fransman und Ayanda Sikade zusammen. Seine Tourneen führten ins südliche Afrika sowie nach Europa, Japan und China. Als Gastmusiker wirkte Shepherd auf den Alben von Carlo Mombelli, Kesivan Naidoo, Andreas Tschopp und in der Band Skyjack mit. Als Kurator des SWR New Jazz Meeting 2016 gab er mehrere Konzerte mit seiner Gruppe und den Solisten Lionel Loueke und Mthunzi Mvubu. 2021 legte er das Soloalbum "After the Night, the Day Will Surely Come" vor.
Als Komponist verantwortete er die Musik zu den Filmen Noem My Skollie: Call Me Thief (2016), Barakat (2020) und Indemnity (2021).

## Preise und Auszeichnungen
Shepherds Album fineArt wurde 2010 für die South African Music Awards (SAMA) in der Kategorie „Best Traditional Jazz“ nominiert, sein Album A Portrait of Home im Folgejahr. 2014 gewann er den Standard Bank Young Artist Award für das Genre Jazz.

## Diskographische Hinweise
- fineArt (Sheer Sound 2009, mit Buddy Wells, Dylan Tabisher, Claude Cozens)
- A Portrait of Home (Sheer Sound 2010, mit Shane Cooper, Jonno Sweetman)
- South African History !X (Sheer Sound 2012)
- Dream State (Sheer Sound 2014, mit Shane Cooper, Jonno Sweetman sowie Buddy Wells)
- Kyle Shepherd, Lionel Loueke, Sound Portraits from Contemporary Africa (Jazzhaus 2017, mit Mthunzi Mvubu, Shane Cooper, Jonno Sweetman)[6]